# Кристиан Бжегский
Кристиан Бжегский (пол. Chrystian brzeski, нем. Christian von Liegnitz-Brieg; 19 апреля 1618, Олава — 28 февраля 1672, Олава) — князь Бжегский (1639—1654, 1664—1672), Олавский (1639—1672), Легницкий (1653—1654, 1663—1672) и Волувский (1653—1672).

## Биография
Представитель легницкой линии Силезских Пястов. Седьмой сын князя Иоганна Кристиана Бжегского (1591—1639) от первого брака с Доротеей Сибиллой Бранденбургской (1590—1625), дочерью курфюрста Иоганн Георга Бранденбургского. Старшие братья — князья Георг III Бжегский и Людвик IV Легницкий.
В юношеские годы Кристиан вместе со старшими братьями Георгом и Людвиком совершил многолетнее путешествие по Европе, в ходе которого посетил дворы короля Франции Людовика XIII и короля Англии Карла I. После возвращения в Силезию попал в водоворот Тридцатилетней войны. В 1635 году его отец Иоганн Кристиан отправил Кристиана в Литву, где последний учился в кальвинистской школе. Пребывание в Литве позволило Кристиану познакомиться с польским королем Яном II Казимиром Вазой, супруга которого, Мария Луиза, стала крестной матерью второй дочери князя Луизы (дочь умерла в возрасте двух лет). Здесь Кристиан также встретил своего двоюродного брата, князя Богуслава Радзивилла, чья мать была сестрой матери Кристиана. В польско-литовских владениях Кристиан также подружился с будущим польским монархом Михаилом Корибутом Вишневецким. Благодаря учебе в этой школе, Кристиан хорошо знал польский язык.
В 1639 году после смерти князя Иоганна Кристиана Бжегского, умершего в изгнании, его сыновья Георг III, Людвик IV и Кристиан унаследовали его владения. Братья получили в совместное владение Бжегское княжество (Бжег и Олава), но фактическую власть в княжество осуществлял старший брат Георг III.
После окончания учёбы Кристиан вернулся в Силезию, она еще находилась под шведской оккупацией. В 1642 году он выдержал четырехмесячную осаду Бжега шведской армией. В декабре 1645 года князь Кристиан Бжегский был взят шведами в плен. К счастью, один из людей князя сумел ускользнуть и предупредить жителей Бжега, которым удалось отбить своего князя. Князь Кристиан был слабого здоровья и психики. Помимо инцидента со шведами, он был ранен в ногу во время охоты.
В марте 1653 года после смерти своего бездетного дяди, князя Георга Рудольфа Легницкого, братья Георг III, Людвик IV и Кристиан получили в совместное владение Легницкое княжество (Легница и Волув). Через год, в 1654 году, братья разделили между собой Легницко-Бжегское княжество на три части. Георг III сохранить за собой Бжег, Людвик IV получил Легницу. Младший из трех братьев, Кристиан, получил во владение Волув и Олаву.
В ноябре 1663 года после смерти своего брата, князя Людвика IV Легницкого, не оставившего после себя детей, Георг III и Кристиан получили во владение Легницкое княжество. Но через несколько месяцев, в июле 1664 года, скончался его старший брат, князь Георг III Бжегский, не оставив после себя наследником мужского пола. После смерти Георга III Кристиан присоединил к своим владениям Бжегское княжество. Таким образом, в 1664 году Кристиан объединил под своей властью всё Легницко-Бжегское княжество.
В 1668 году князь Кристиан Бжегский выставил свою кандидатуру на королевский престол Речи Посполитой, но не нашел поддержки со стороны польского дворянства.
28 марта 1672 года князь Кристиан Бжегский скончался в Олаве от водянки. Его похороны состоялись 31 марта 1672 года в Легнице, в костёле Святого Иоанна Крестителя. Князя положили в позолоченный гроб, а толпе были розданы золотые монеты.

## Семья
24 ноября 1648 года в Дессау князь Кристиан Бжегский женился на Луизе Ангальт-Дессауской (10 февраля 1631, Дессау — 25 апреля 1680, Олава), третьей дочери князя Иоганна Казимира Ангальт-Дессау (1596—1660) и его первой супруги Агнессы Гессен-Кассельской (1606—1650). У супругов было четверо детей:
- Каролина (2 декабря 1652, Бжег — 24 декабря 1707, Вроцлав), муж с 4 июля 1672 года герцог Фридрих Шлезвиг-Гольштейн-Зондербург-Визенбургский (1652—1724)
- Луиза (28 июля 1657, Олава — 6 февраля 1660, Олава)
- Георг Вильгельм (29 сентября 1660, Олава — 21 ноября 1675, Бжег)
- Кристиан Людвик (15 января 1664 — 27 февраля 1664).

В своём завещании князь Кристиан Бжегский оставил Олаву и Волув своей жене Луизе Ангальт-Дессауской в качестве вдовьего удела до её смерти.